# Kryzys w Bizercie
Kryzys w Bizercie – kryzys polityczny między Tunezją a Francją wynikający z obecności francuskiej bazy wojskowej w tunezyjskim mieście Bizerta, którego kulminacja przypada na dni 19–23 lipca 1961 roku, kiedy to doszło do starć między wojskami obu krajów i ostatecznie zajęcia całego miasta przez wojska francuskie.

## Tło
Po uzyskaniu przez Tunezję niepodległości od Francji w 1956 roku, pod francuską kontrolą pozostało miasto Bizerta oraz zlokalizowana w nim baza morska - strategiczny port na Morzu Śródziemnym, który odegrywał ważną rolę we francuskich operacjach podczas wojny algierskiej. Francja obiecała podjąć negocjacje na temat przyszłości bazy, ale odmawiała jej usunięcia w tamtym czasie.

## Starcia
W 1961 r. siły tunezyjskie otoczyły i zablokowały bazę morską z zamiarem wymuszenia na siłach francuskich ewakuacji i opuszczenia regionu. Mimo pojawiających się tunezyjskich ostrzeżeń przed wszelkimi naruszeniami tunezyjskiej przestrzeni powietrznej, Francuzi kontynuowali loty helikopterami, które były ostrzeliwane przez siły tunezyjskie.
W międzyczasie bojówki tunezyjskie dokonywały próby sforsowania umocnień bazy za pomocą koktajli Mołotowa oraz ładunków wybuchowych. W odpowiedzi na te incydenty oraz pojawiający się ostrzał artyleryjski, francuskie samoloty zaatakowały tunezyjskie blokady drogowe, niszcząc je całkowicie. Następnie francuskie czołgi i samochody pancerne wkroczyły na terytorium Tunezji, ostatecznie opanowując całe miasto 23 lipca 1961 r.

## Następstwa
W sierpniu 1961 roku Organizacja Narodów Zjednoczonych wezwała strony do rozpoczęcia negocjacji oraz uznała suwerenne prawo Tunezji do Bizerty. Francuzi ostatecznie przekazali Tunezyjczykom miasto 15 października 1963 roku, już po zakończeniu wojny algierskiej.